# Augochloropsis cyanea
Augochloropsis cyanea là một loài Hymenoptera trong họ Halictidae. Loài này được Schrottky mô tả khoa học năm 1901.